# Funk
Funk odnosno funky je ritam, u kojem ima veliko značenje sinkopa. Pojavio se krajem šezdesetih godina – izvođači kao James Brown, Sly & The Family Stone i Funkadelic su bili pioniri funky žanra. Veliku ulogu igra bas-gitara, koja svira jako komplicirane glazbene linije – dok gitara svira samo oštar ritam. Zbog tog zaraznog ritma funky je postao i kamen temeljac disco glazbe, koja se pojavila nekoliko godina kasnije. Na početku su funky svirali crnci, a kasnije u osamdesetim godinama nastao je novi pravac funk rock i pojavile su se grupe poput Red Hot Chili Peppers i Jane's Addiction. U Hrvatskoj (a i na prostorima bivše Jugoslavije) najznačajniji funk glazbenik bio je Dino Dvornik.